# Jemielno (Płaszczyca)
Jemielno (kaszb. Jemiélno) – część osady Płaszczyca w Polsce, położona w województwie pomorskim, w powiecie człuchowskim, w gminie Przechlewo nad Brdą. Wchodzi w skład sołectwa Płaszczyca.
W latach 1975–1998 Jemielno administracyjnie należało do województwa słupskiego.

## Zabytki
Według rejestru zabytków NID na listę zabytków wpisany jest zespół dworski z 1745, nr rej.: A-169 z 21.02.1959: dwór i park.